# Osterzell
Osterzell là một đô thị ở Ostallgäu bang Bayern thuộc nước Đức.